# بلدوین سیتی (کانزاس)
بلدوین سیتی (به انگلیسی: Baldwin City) شهری در ایالت کانزاس کشور ایالات متحده آمریکا است که جمعیت آن در سرشماری سال ۲۰۱۰ میلادی، ۴٬۵۱۵ نفر بوده‌است.

## نگارخانه

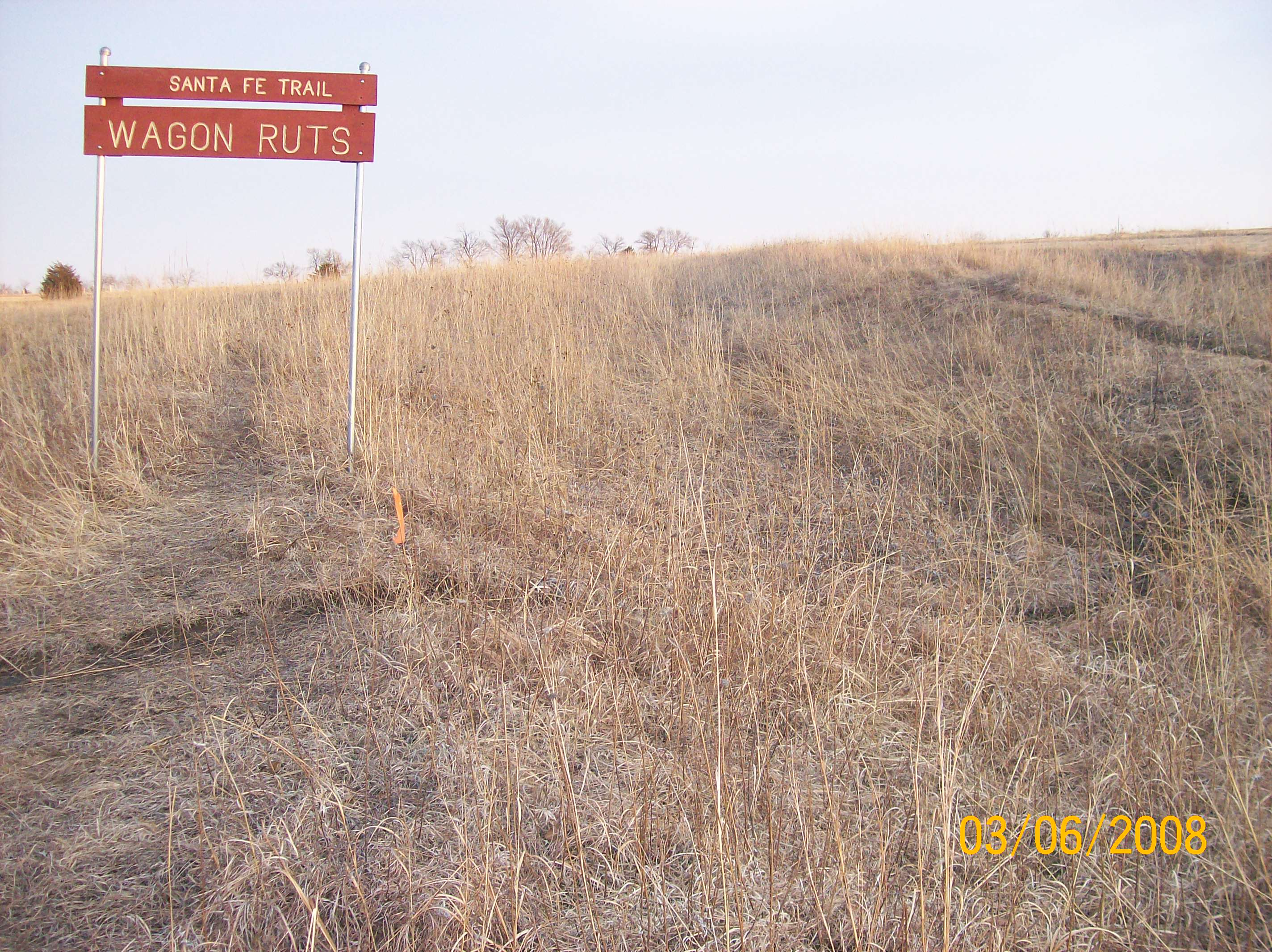
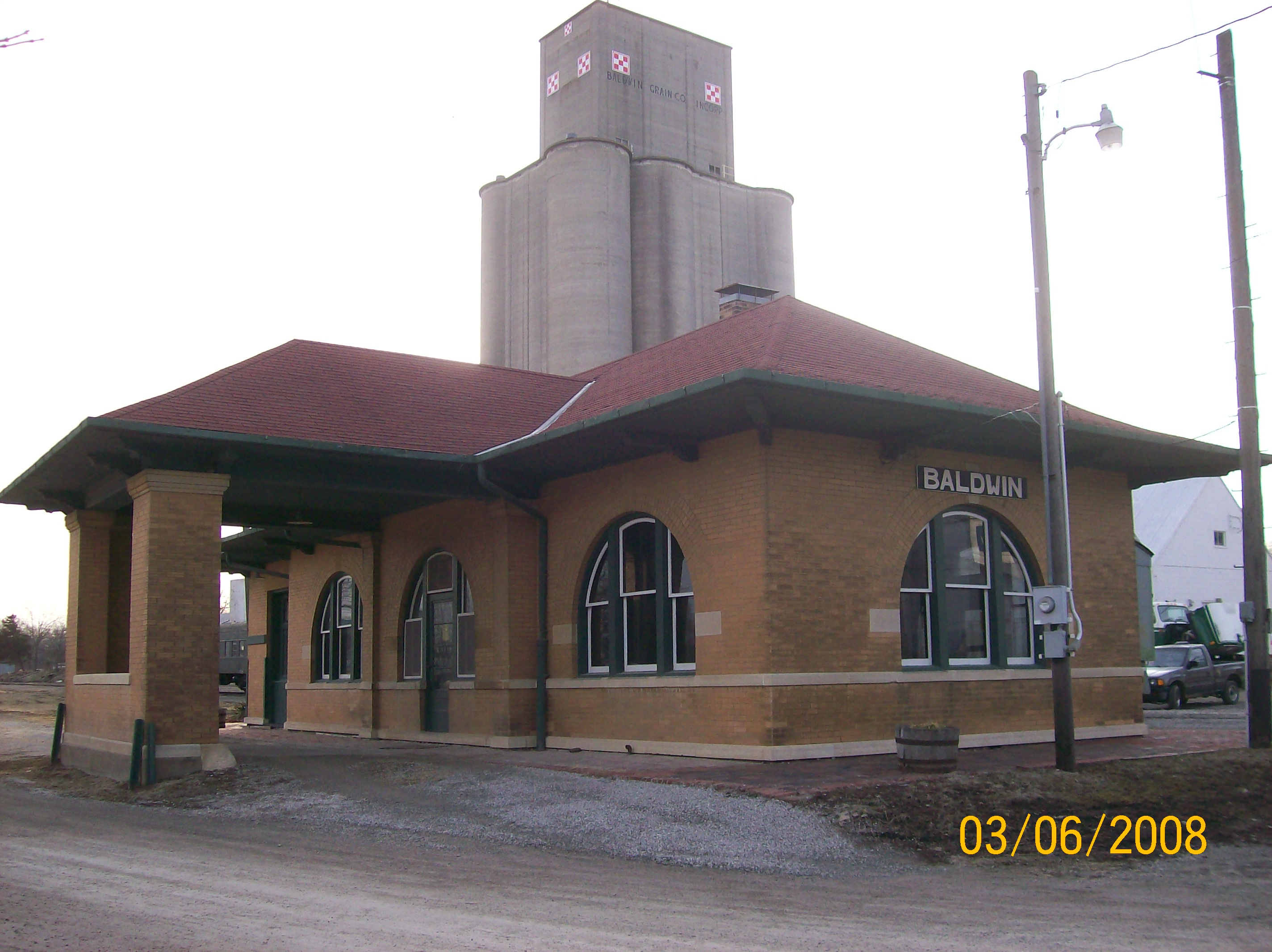